# Franz Brendel

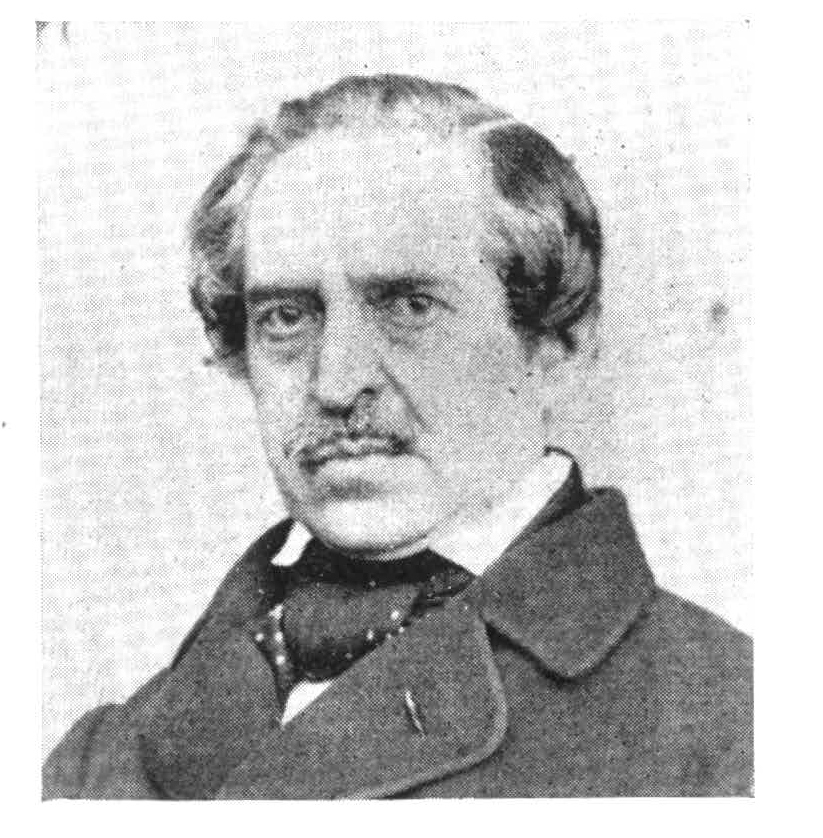
Franz Brendel.

Karl Franz Brendel, född 26 november 1811, död 25 november 1868, var en tysk musikhistoriker.
Brendel, som ursprungligen studerade filosofi, ägnade sig från 1843 år studiet av musik och musikhistoria. Han övertog 1844 ledningen av den av Robert Schumann grundade Neue Zeitschrift für Musik, och blev lärare vid musikonservatoriet i Leipzig. Av Brendels musikhistoriska arbeten är Grundzüge der Geschichte der Musik (1848) och Geschichte der Musik in Italien, Deutschland und Frankreich (1852) mest kända. Brendel studerade även samtidens musikaliska förhållanden i verk som Die Musik der Gegenwart und die Gesamtkunst der Zukunft (1854) samt Franz Liszt als Sinfoniker (1859).